# 克羅皮夫納 (伊賈斯拉夫區)
49°58′5″N 26°48′29″E / 49.96806°N 26.80806°E
克羅皮夫納（烏克蘭語：Кропивна），是烏克蘭西部的村莊，隸屬赫梅利尼茨基州的舍佩蒂夫卡區。該村面積1.26平方公里，海拔高度274米，2001年人口325，人口密度每平方公里257.7人。